# Acer japonicum
Acer japonicum is weliswaar een esdoorn uit Japan, maar niet de als Japanse esdoorn bekend staande boom, dat is Acer palmatum. De plant komt van oorsprong voor op Honshu en een deel van Hokkaido. 
... · 
A. buergerianum (drietandesdoorn) · 
A. campestre (Spaanse aak) · 
A. capillipes (slangenesdoorn) · 
A. cappadocicum (Colchische esdoorn) · 
A. caudatum · 
A. ginnala (amoeresdoorn) · 
Acer griseum · 
A. japonicum · 
A. monspessulanum (montpelieresdoorn) · 
A. mono · 
A. negundo (vederesdoorn) · 
A. palmatum (Japanse esdoorn) · 
A. platanoides (Noorse esdoorn) · 
A. pseudoplatanus (gewone esdoorn) · 
A. rubrum (rode esdoorn) · 
A. saccharinum (witte esdoorn) · 
A. saccharum (suikeresdoorn) · 
A. tegmentosum · 
...